# 桴海於茂登岳
桴海於茂登岳（ふかいおもとだけ）は、沖縄県石垣市桴海にある標高477mの山である。別名「八重山富士」。

## 概要
於茂登岳の北東約2kmに位置し、石垣島では於茂登岳に次いで2番目に高く、沖縄県では於茂登岳、与那覇岳に次いで3番目に高い山である。地質的には、新第三紀中新世の花崗岩から成る。
方言ではフカイウムトゥダギと呼ばれ、地元では桴海大岳（フカイフーダギ）とも呼ばれる。
白保方面から見るとマンタ（ナンヨウマンタ）が空に向かっているように見えることから、「マンタ山」として、石垣市の「島人ぬ宝さがしプロジェクト」で新名所のひとつに選定されている。

## 植生
頂上部にはリュウキュウチクが密生する。山麓には希少な植物の群落が分布している。北麓の米原にはヤエヤマヤシ群落、東麓のンタナーラ川が於茂登トンネル入口を交わる付近にはサキシマスオウノキ群落、南西麓の荒川川付近にはカンヒザクラの自生地があり、それぞれ国の天然記念物に指定されている。